# سیارک ۱۱۶۸۲
سیارک ۱۱۶۸۲ (به انگلیسی: 11682 Shiwaku، نامگذاری:1998EX6) یازده هزار و ششصد و هشتاد و دومین سیارک کشف شده‌است که در ۳ مارس ۱۹۹۸ کشف شد.
قدر مطلق سیارک برابر ۱۴٫۰۰ است.